# Sir Raylton Dixon and Company
Sir Raylton Dixon and Company war ein Schiffbauunternehmen in Middlesbrough am Fluss Tees.

## Geschichte
Raylton Dixon wurde 1859 Geschäftsführer der ehemaligen Werft Rake, Kimber and Company auf dem Gelände der heutigen Transporter Bridge, nachdem diese von Richardson, Duck of Thornaby gekauft worden war. 1862 übernahm Dixon mit seinem Partner Thomas Backhouse die Werft, welche danach als Backhouse, Dixon firmierte. 1873 wurde Dixon alleiniger Eigner der Werft, die danach als Cleveland Dockyard bekannt wurde. Gebaut wurde unter Dixons Ägide zunächst in Eisen, bald darauf auch stellte die Werft auf den Stahlschiffbau um. In der Hauptsache entstanden in den 1880er Jahren Linien- und Trampdampfer, in der nächsten Dekade lieferte Dixon bereits große Linienfrachtschiffe an die bekannteren Reedereien der Zeit und begann mit dem Bau von Kühlschiffen für den Fleischtransport. In den 1880er Jahren entstanden jährlich etwa 16 Schiffe, in den 1890ern betrug der Durchschnitt bereits 20 Schiffe, darunter eine große Anzahl an Linienpassagierschiffen. Im Jahr 1890 wurde Raylton Dixon zum Ritter geschlagen und 1897 wurde das Unternehmen zur Limited-Gesellschaft umgewandelt.
Ab 1900 baute die Cleveland Dockyard dank ihrer vier großen Bauhellingen und dem großen Trockendock die größten Schiffe am Fluss Tees. In den Jahren bis zum Ersten Weltkrieg behielt die Werft einen hohen Ausstoß an Neubautonnage bei. Außer dem Neubau von hochwertigen großen Post- und Passagierschiffen verließen auch Fischdampfer und kleinere Frachtschiffe die Werft. Daneben wurden Schiffe repariert und Maschinenbau betrieben.
Während des Ersten Weltkriegs fuhr der Betrieb mit dem Bau von Passagier- und Linienfrachtschiffen fort. Es wurden aber auch zwei Tanker, zehn kleine Monitore und neun War-Standard-Trampschiffe an die britische Admiralität und den British Shipping Controller abgeliefert.
Die Nachkriegsflaute der 1920er Jahre traf auch Cleveland Dockyard. Die letzten Schiffe waren acht Colliers für französische Rechnung. 1922 wurde das Unternehmen an die Cleveland Shipbuilding Company veräußert und im darauffolgenden Jahr geschlossen.
Insgesamt entstanden über 600 Schiffe bei Sir Raylton Dixon and Company.